# Дамба Шпремберг
Дамба Шпремберг (нем. Talsperre Spremberg) — гидротехническое сооружение, включающее в себя водохранилище Шпремберг (нем. Spremberger Stausee), которые расположены между городами Котбус и Шпремберг, для перекрытия реки Шпре (Шпрее). Церемония запуска состоялась 8 октября 1965 года. Эта дамба является четвёртой в Германии по величине в плане площади и единственной большой дамбой в Бранденбурге. Благодаря дамбе Шпремберг решен ряд задач, а именно: водоснабжение, контроль за наводнениями, выработка электроэнергии, водоотвод. Местность вокруг служит зоной отдыха и является заповедной зоной, что раскинулась на 987 га.

## История

### Постройка
Архивные записи в Департаменте строительства говорят о том, что в период с 1897 по 1933 год было зафиксированно 124 случая разрушительного наводнения. Из этих сведений следует то, что местные жители в этом промежутке времени были способны собрать урожай лишь пять раз, в то время как все остальные попытки потерпели неудачу ввиду наводнений. Соображения на счёт постройки защитного сооружения в верхнем и нижнем Шпревальде стали предметом дискуссий в 1920-х годах. Дальше разговоров дело не продвинулось, поскольку строительство предполагаемой дамбы в этом регионе сталкивалось с трудностями ввиду географического положения и топографических особенностей. Лишь в 1950-х годах был разработан проект водохранилища в низменности, как дополнение к дамбе, что были призваны защитить местность от разлива реки Шпрее. Дополнительно решался вопрос с водоснабжением для угольной электростанции. Построенная в период с 1958 по 1965 годы плотина, вместе с водохранилищем для отвода тяжелой воды с электростанции (проект Vorsperre Bühlow) были признаны новаторским достижением своего времени. В 2005 году проводились ремонтные работы на самой плотине, а с 2011 по 2013 год осуществилось извлечение отложений на дне водохранилища Vorsperre Bühlow. По оценке на 2016 год ремонтные работы на объекте обошлись в 15 млн евро.
Ввиду наличия в отводных водах с электростанции частиц железа, осуществляется постоянный мониторинг его уровня в воде. В случае превышения допустимых показателей — предпринимаются меры по фильтрации и очистке дна, а также контроль на наличие изменений в окружающем растительном мире. Последний раз профилактические меры предпринимались в 2017 году и 16 августа работа была продолжена в штатном режиме.

### Характеристика
Плотина Шпремберг имеет протяженность в 3,7 км с высотой гребня 20 м на участке в 2,2 км. Водохранилище имеет длину 7 км и рассчитан на объём воды более 42,7 миллионов м³.